# Chile International 2023
Die Chile International 2023 im Badminton fanden vom 31. Mai bis zum 4. Juni 2023 in Santiago de Chile statt.

## Sieger und Platzierte
| Disziplin    | Gold                                    | Silber                     | Bronze                                         |
| ------------ | --------------------------------------- | -------------------------- | ---------------------------------------------- |
| Herreneinzel | Fabio Caponio                           | Kevin Arokia Walter        | Justin Ma                                      |
| Herreneinzel | Fabio Caponio                           | Kevin Arokia Walter        | Georges Paul                                   |
| Dameneinzel  | Yasmine Hamza                           | Inés Castillo              | Judith Mair                                    |
| Dameneinzel  | Yasmine Hamza                           | Inés Castillo              | Hristomira Popovska                            |
| Herrendoppel | Koon Fung Kelvin Ho Samuel Ricketts     | Leo Lee Wong Yan Kit       | Gonzalo Castillo Jose Rendon                   |
| Herrendoppel | Koon Fung Kelvin Ho Samuel Ricketts     | Leo Lee Wong Yan Kit       | Franco Motto Santiago Otero                    |
| Damendoppel  | Estefania Canchanya Valeria Chuquimaqui | Sofia Junco Rafaela Silva  | Diaz Vania Quilodran Rosa                      |
| Mixed        | Samuel Ricketts Tahlia Richardson       | Santiago Otero Iona Gualdi | Gonzalo Castillo Estefania Canchanya           |
| Mixed        | Samuel Ricketts Tahlia Richardson       | Santiago Otero Iona Gualdi | Sharum Durand Cardenas Namie Miyahira Tsukazan |